# Charles Koechlin
Charles-Louis-Eugène Koechlin (Paris, 27 de novembro de 1867 - Rayol-Canadel-sur-Mer, 31 de dezembro de 1950), comumente conhecido como Charles Koechlin, foi um compositor, musicólogo, crítico musical e escritor francês. Foi mais conhecido como teórico e professor do que como compositor, apesar de possuir um vasto catálogo de obras, que vêm sendo mais valorizadas em décadas recentes do que durante a vida do compositor. Foi aluno de Jules Massenet e Gabriel Fauré no Conservatório de Paris. Conviveu com Claude Debussy  e liderou um movimento de músicos que tentavam marcar uma nova postura na música francesa, junto com Maurice Ravel e Florent Schmitt. Enquanto foi aluno do conservatório, dedicou-se especialmente ao estudo do contraponto, à música modal e às canções folclóricas.

## Principais trabalhos teóricos
- Étude sur les notes de passage (1922)
- Debussy (1927)
- Traité de l’harmonie - 3 volumes (1927-1930)
- Étude sur l’écriture de la fugue d’école (1933)
- Teorie de la musique (1935)
- Musique et le peuple (1936)
- Traité de l'orchestracion (1954-1959)

## Lista parcial de obras musicais
Ver também: Lista detalhada das obras de Charles Koechlin (em francês)

### Sinfonias
- Sinfonia em lá maior (1893–1908, abandonada)[1]
- Sinfonia nº 1 op.57 bis (versão orquestral, 1926, do Quarteto de Cordas nº 2)
- The Seven Stars Symphony op.132 (1933)
- Symphonie d’Hymnes (1936) [cycle of previously-composed independent movements]
- Sinfonia nº 2 op.196 (1943–44)[2]

### Poemas sinfónicos
- La Forêt, op.25 (1897–1906) & op.29 (1896–1907)
- Nuit de Walpurgis classique op.38 (1901–1916)
- Soleil et danses dans la forêt op.43 no.1 (1908–11)
- Vers la plage lointaine, nocturne op.43 no.2 (1908–1916)
- Le Printemps op.47 no.1 (1908–11)
- L'Hiver op.47 no.2 (1908–10; orquestração: 1916)
- Nuit de Juin op.48 no.1 (1908–11; orquestração: 1916)
- Midi en Août op.48 no.2 (1908–11; orquestração: 1916)
- La Course de printemps op.95 (1908–25) (inspirado em O Livro da Selva de Rudyard Kipling)
- Vers la voûte étoilée op.129 (1923–33)
- La Méditation de Purun Bhaghat op.159 (1936) (inspirado em O Livro da Selva de Rudyard Kipling)
- La Cité nouvelle, rêve d’avenir op.170 (1938; inspirado em H.G. Wells)
- La Loi de la Jungle op.175 (1939–40) (inspirado em O Livro da Selva de Rudyard Kipling)
- Les Bandar-log op.176 (1939–40) (inspirado em O Livro da Selva de Rudyard Kipling)
- Le Buisson ardent opp.203 (1945) & 171 (1938)
- Le Docteur Fabricius op.202 (1941–44; orquestração: 1946)

### Outros trabalhos orquestrais
- En rêve op.20 no.1 (1896–1900)
- Au loin op.20 no.2 (1896–1900)
- L'Automne, suíte sinfônica op.30 (1896–1906)
- Études Antiques op.46 (1908–10)
- Suite légendaire op.54 (1901–15)
- Cinq Chorals dans les modes du Moyen Âge op.117 bis (1931 orch. 1932)
- Fugue Symphonique "Saint-Georges" op.121 (1932)
- L'Andalouse dans Barcelone op.134 (1933)
- Les Eaux vives – música para a Exposição Universal de Paris de 1937, op.160 (1936)
- Victoire de la vie op.167 (composta em 1938  para o documentário de Henri Cartier-Bresson)
- L'Offrande musicale sur le nom de Bach op.187 (1942–46)
- Partita para orquestra de câmara op.205
- Introduction et quatre Interludes de style atonal (sériel) pour le ballet Voyages op. 222 (1947–48)

### Obras para solo instrumental e orquestra
- 3 Chorals para órgão e orquestra op.49 (1909–16)
- Ballade para piano e orchestra op.50 (1911–19) (também para  piano solo)
- Poème para  corno e orquestra op.70 bis (1927 versão orquestral  da Sonate pour cor et piano op. 70)
- 2 Sonatas para clarinete e  orquestra de câmara, opp.85 bis & 86 bis (1946 arrs of sonatas for clarinet and piano)
- 20 Chansons bretonnes para cello e orchestra op.115 (1931–32) (arrs of 20 Chansons bretonnes for cello and piano)
- Silhouettes de Comédie para fagote e  orquestra op.193
- Deux Sonatines para oboé d'amore e orquestra de câmara op.194 (1942–43)

### Peça para banda sinfónica
- Chorals pour des fêtes populaires op.153 (1935–36)

### Música de câmara
- Trois Pièces para flauta, fagote e piano op.34
- Premier Quatuor à cordes nº1 op.51 (1911–13)
- Sonate pour flûte et piano op.52 (1913)
- Sonate pour piano et alto (dedicada a Darius Milhaud) op.53
- Suite en quatuor pour flûte, violon, alto et piano op.55 (1911–1916)[3]
- String Quartet nº2 op.57 (1911–15) [ver também Sinfonia nº1]
- Sonate pour hautbois et piano op.58 (1911–16)
- Sonata para  violino e piano op.64 (1915–16)
- Paysages et Marines para  conjunto de câmara ensemble op.63 (1915–16) [também arranjo para piano solo]
- Sonata para cello e piano op.66 (1917)
- Sonata para corno e piano op. 70 op.70 (1918–25)
- Sonata para fagote e piano op.71 (1918–1919)
- Quarteto de cordas nº3 op.72 (1917–21)
- Sonata para duas flautas op.75 (1920)
- Sonata nº1 para clarinete e piano op.85 (1923)
- Sonata nº2 para clarinete e piano op.86 (1923)
- Trio para  flauta, clarinete e fagote (ou violino, viola e violoncelo) (1927)
- Quintette pour piano et cordes op.80
- Vingt Chansons bretonnes para cello e piano op.115 (1931–32)
- L'Album de Lilian (Livro I) para soprano, flauta, clarinete, piano op.139 (1934)
- L'Album de Lilian (Livro II) para flauta, piano, cravo e ondas Martenot op.149 (1935)
- Quinteto nº1 para faluta, harpa e trio de cordas (Primavera) op.156 (1936)
- 14 Peças para flauta e piano op.157b (1936)
- Épitaphe de Jean Harlow para faluta, alto saxofone e piano op.164 (1937)
- Septeto para  instrumentos de sopro op.165 (1937)
- 14 Pièces para clarinete e piano op.178 (1942)
- 14 Pièces para  oboé e piano op.179 (1942)
- 15 Pièces para  corno (ou saxofone) e piano op.180 (1942)
- Quinze Études pour saxophone et piano op.188 (1942–44)
- 12 Monodies  para  instrumentos diversos op.213 (1947)

Primeiro e segundo  para  flauta
Terceiro e quarto para  oboé
Quino e sexto para  clarinete
Sétimo e oitavo para fagote
Nono para saxophone  alto
Décimo para  trombone
11º para  trompeto
12º para corno
- Sonate à sept para  flute, oboe, harp and string quartet op.221
- Morceau de lecture pour la flûte op. 218 (1948)
- Quintet nº2 for flute, harp and string trio Primavera II op.223 (1949)
- Stèle funéraire para  flauta, piccolo e  flauta em sol  op.224 (1950)

### Música instrumental
- Sonate für Oboe und Klavier, Op. 58
- 5 Sonatines para piano op.59 (1915–16)
- 4 Sonatines Françaises para duo de piano, op.60 (1919) [também com versão para orquestra]
- Paysages et Marines para piano op.63 (1915–16) [também com arranjo para conjunto de câmara]
- Les Heures persanes, 16 peças para piano op.65 (1913–19) [também com versão orquestral]
- 12 Pastorales para piano op.77 (1916–20)
- 4 Nouvelles Sonatines françaises para piano op.87 (1923–24)
- L’Ancienne Maison de campagne para piano op.124 (1923–33)
- Danses pour Ginger Rogers para piano op.163 (1937)
- Vers le soleil – sete monodias para ondas Martenot op.174 (1939)
- Suite pour cor anglais seul op.185 (1942)
- Les Chants de Nectaire, 96 peças para flauta solo em três séries, opp.198, 199 & 200 (1944)
- 15 Préludes para piano op.209 (1946)
- Le Repos de Tityre para oboé d’amore solo op.216

### Corais
- L’Abbaye, Suite religieuse para soli, coro e orquestra opp.16 & 42 (1908)
- 3 Poèmes para soli, coro e orquestra op.18 (Jungle Book Cycle)
- Chant funèbre à la mémoire des jeunes femmes défuntes para coro e orquestra op.37 (1902–08)
- Libérons Thaelmann para coro e piano ou banda sinfônica op.138 (1934)
- Requiem des pauvres bougres para coro, orquestra, piano, órgão e ondas Martenot op.161 (1936–37)

### Canções
- Rondels' Set I op.1 (1890–95)
- 4 Poèmes d'Edmond Haraucourt op.7 (1890–97)
- Rondels' Set II op.8 (1891–96)
- Poèmes d'automne op.13 (1894–99)
- Rondels' Set III op.14 (1896–1901)
- 3 Mélodies op.17 (1895–1900)
- 2 Poèmes d’André Chénier op.23 (1900–02)
- 6 Mélodies sur des poésies d'Albert Samain op.31 (1902-6)
- 5 Chansons de Bilitis op.39 (1898–1908)
- 5 Mélodies sur des poèmes de "Shéhérazade" de Tristan Klingsor Series I op.56 (1914–16)
- 8 Mélodies sur des poèmes de "Shéhérazade" de Tristan Klingsor Series II op.84 (1922–3)
- 7 Chansons pour Gladys op.151 (1935)